# Horváth Béla (színművész)
Horváth Béla (Borosjenő, 1927. április 23. – Kolozsvár, 1981. szeptember 5.) erdélyi magyar színművész, műfordító, Bisztrai Mária férje.

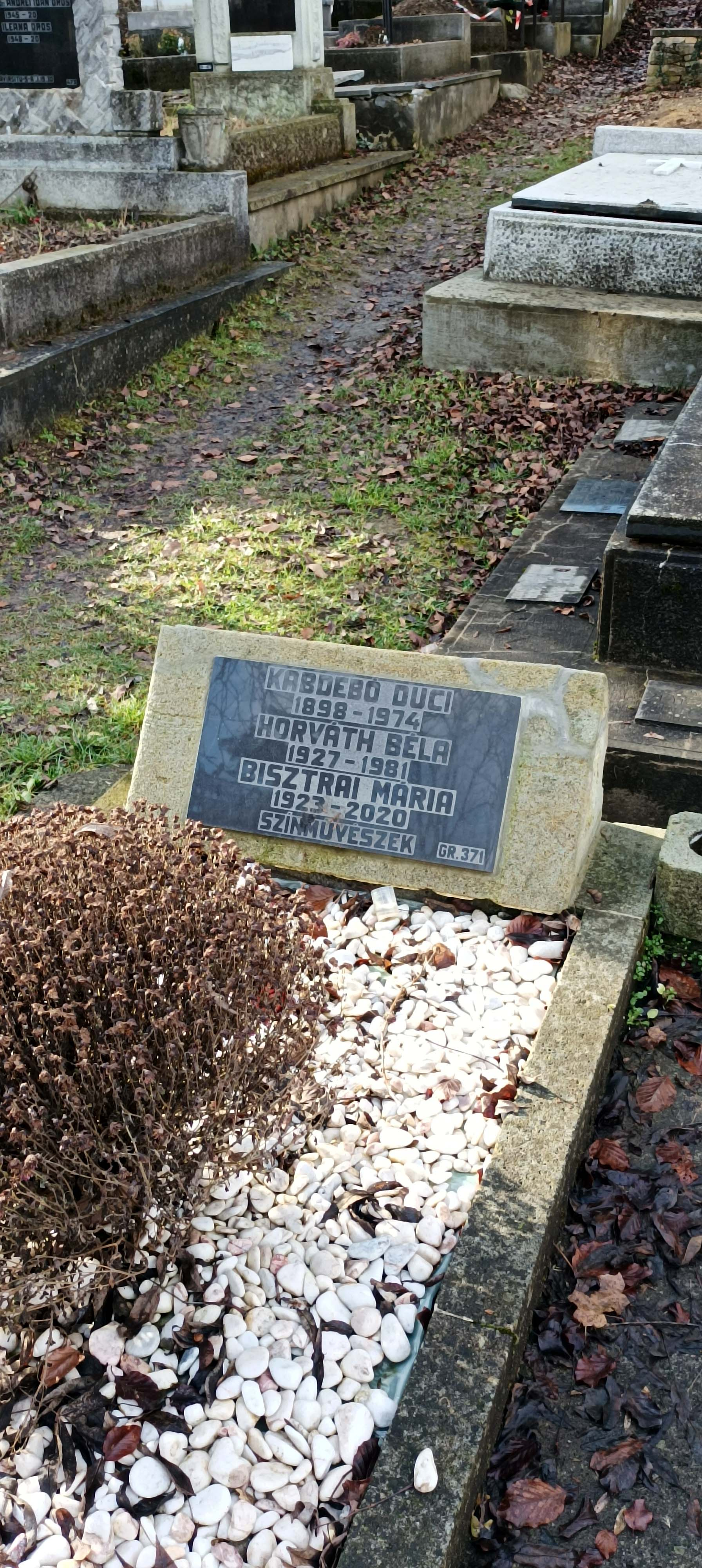
Sírja a Házsongárdi temető Kertek nevű parcellájában

## Életpályája
Középiskoláit Aradon, Gyulafehérváron, majd Nagyváradon végzi (1945); felsőfokú tanulmányait 1947-ben kezdi a kolozsvári Színművészeti Főiskolán, ahol megszerzi a színészi, majd rendezői képesítést. 1948-tól haláláig megszakítás nélkül a kolozsvári Állami Magyar Színház tagja, közben az Állami Magyar Opera rendezője is (1955–65). 1961 és 1969 között feleségével, Bisztrai Máriával vezették a Stúdió Színpadot nagy sikerrel. Több bemútató fémjelzi tevékenységüket.
Első írása Gyönyörű pálya címen az Igaz Szóban jelent meg (1956). Az Utunk, Igaz Szó, Dolgozó Nő s napilapok közölték cikkeit, karcolatait; az Igazságban jelent meg Emlékszel? című sorozata, amelyben emlékiratszerűen örökítette meg a színi pálya eseményeit, problémáit, egyéniségeit, történeti mozzanatait (1981). Lefordította Horia Lovinescu Ulmi fény című színművét (1955) és F. Comișel–Nicu Constantinescu London csillaga című operettjét (1978).
Mint rendező színre vitte Deák Tamás, Méhes György, Fodor Sándor több darabját, s először mutatta be – eredeti szöveggel – hivatásos színpadon Bornemisza Péter 1558-as Szophoklész-átdolgozását, a Magyar Elektrát (1974). Balett-librettót írt Hary Béla zenéjére Jókai Sárga rózsa c. regénye nyomán (1975).

## Főbb szerepei
- Báró (Gorkij: Éjjeli menedékhely)
- Rică Venturiano (Caragiale: Zűrzavaros éjszaka)
- Tristan (Lope de Vega: A kertész kutyája)
- Ligurio (Machiavelli: Mandragóra)
- Katz páter (Hašek–Burian: Svejk);
- Bicska Maxi (Brecht–Weill: Koldusopera)
- Piperec (Farkas Ferenc: Csinom Palkó)
- Miska (Szirmai Albert: Mágnás Miska)

## Főbb rendezései
- Bornemisza Péter: Magyar Elektra
- Friedrich Dürrenmatt: János király
- Déry Tibor – Presser Gábor: Képzelt riport egy amerikai popfesztiválról.

## További irodalom
- Kotyor András: A Platon krecset és a fiatalok, Utunk 1949/4. Online hozzáférés
- Jánosházy György: Az utolsó szalmaszál — Bemutató a Kolozsvári Állami Magyar Színházban — Utunk, 1957/39. Online hozzáférés

- Látó Anna: Johanna és a kaján tragédiaíró, Utunk 1962/51. Online hozzáférés
- Marosi Péter: Nagyobb a nyelved a fejednél. Utunk 1974/15 (Az Elektra előadásáról). Online hozzáférés
- Marosi Péter: Micsoda zűrzavar. Utunk 1976/4 Online hozzáférés
- Marosi Péter: De Filippo - de Horváth Béla is. Utunk 1977/1 Online hozzáférés
- Banner Zoltán: Horváth Béla. Utunk 1981/37 (nekrológ). Online hozzáférés